# Vstavač trojzubý

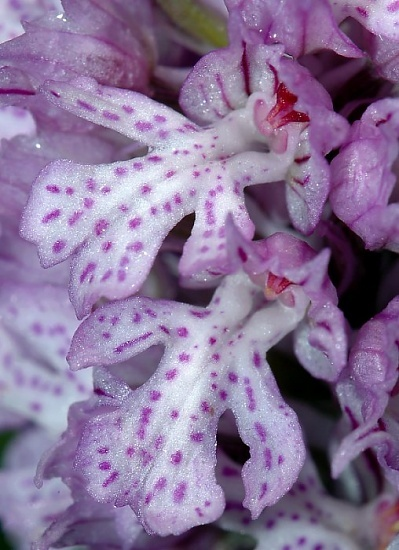
Detail květů vstavače trojzubého

Vstavač trojzubý (Neotinea tridentata, syn. Orchis tridentata) je vytrvalá bylina řazená původně do rozsáhlého rodu vstavač (Orchis), která patří k ohroženým druhům v České republice. Rostlina je vysoká 12-25 cm (maximálně až 40 cm). Květy jsou oproti jiným vstavačům poměrně světle zbarvené (v odstínech růžové a nafialovělé) a obsahují uvnitř rozeklaných květů nachové tečky. Kvete v květnu a červnu. Vstavač trojzubý vyhledává světlé biotopy jako louky, okraje lesů nebo křovinaté stráně. V rámci ČR roste pouze na Moravě, dále pak v jižní, jihovýchodní a střední Evropě. Druh byl na základě výsledků fylogenetických studií přeřazen z rodu Orchis do rodu Neotinea.